# فاسكو رونشي
فاسكو رونشي (بالإيطالية: Vasco Ronchi) ‏( 19 ديسمبر 1897 - 31 أكتوبر 1988) عالم فيزيائي إيطالي عُرف بتخصصه في علم البصريات. وُلد في فلورنسا بإيطاليا. هو وإنريكو فيرمي كانا طلابًا لدى لويجي بوتشانتي. درس في كلية الفيزياء في جامعة بيزا من عام 1915 إلى 1919.
في عام 1922، نشر رونشي كتابًا يصف فيه طرق اختبار للبصريات باستخدام معدات بسيطة. يستخدم هواة صنع المقراب -التلسكوب- اختبار رونشي بكثرة. شبكة رونشي تحمل اسمه أيضُا.
شغل رونشي منصب رئيس للإتحاد الدولي للتاريخ والعلوم في اليونسكو.
ألّف رونشي 900 مقالة و 30 كتابًا.

## وصلات خارجية
- http://www.plicht.de/chris/22ronchi.htm نسخة محفوظة 24 أكتوبر 2021 على موقع واي باك مشين.